# Ружанский плацдарм
Ружа́нский плацдарм — один из плацдармов на правом берегу реки Нарев, в районе местечка Ружан (80 км северо-восточнее Варшавы), захваченный в сентябре 1944 года войсками 1-го Белорусского фронта (Маршал Советского Союза К. К. Рокоссовский). Зачастую объединяется с соседним Сероцким плацдармом под названием Наревский плацдарм.

## Захват плацдарма
Прорвав 3 сентября промежуточный оборонительный рубеж противника в 15—20 километрах восточнее реки Нарев, передовые отряды 48-й армии (генерал-лейтенант П. Л. Романенко) на рассвете 4 сентября с ходу форсировали реку в районе населённого пункта Шарлата (9—12 км юго-восточнее Ружана) и захватили на её правом берегу небольшой плацдарм. К исходу 5 сентября переправленные на плацдарм главные силы 29-го и 42-го стрелковых корпусов расширили его до 8 километров по фронту и 4,5 километров в глубину. 

## Бои за плацдарм
Немецко-фашистские войска (пехота, около 150 танков и штурмовых орудий) предприняли ряд ожесточенных контратак, продолжавшихся до 12 сентября. Войска 48-й армии отбили контратаки противника и расширили плацдарм до 11 км по фронту и 5—8 километров в глубину.
К концу сентября на Ружанском плацдарме были оборудованы две оборонительные полосы, в начале октября на плацдарм переправились основные силы 48-й (с 21 сентября в составе 2-го Белорусского фронта) и 3-й армии, которые 10 октября перешли в наступление и к 4 ноября 1944 года расширили плацдарм до 43 км по фронту и 20 км в глубину. 

## Значение плацдарма
Плацдарм имел большое значение для развития будущего наступления советских войск в Восточную Пруссию. К февралю 1945 года на Ружанском плацдарме сосредоточились 1 танковая и 3 общевойсковые армии 2-го Белорусского фронта. В Млавско-Эльбингской операции в январе 1945 года эти войска с Ружанского плацдарма войска нанесли главный удар по противнику.